# Val Zwiller
Val Zwiller, född 1971, är en fransk professor i tillämpad fysik vid KTH.

## Biografi
Zwiller doktorerade vid Lunds universitet 2001 på en avhandling om användning av nanostrukturer för att generera enskilda fotoner.
Efter ett decennium i Holland återvände Zwiller 2015 till Sverige för att starta upp en ny forskargrupp vid KTH inom området kvantfysik och nanostrukturer. Arbetet med att detektera enskilda fotoner, ledde till en ny variant av detektor som marknadsförs av företaget Single Quantum, bildat 2012 där Zwiller är vetenskaplig rådgivare och CTO.
Han är medförfattare till över 300 vetenskapliga publikationer som har citerats totalt över 10 000 gånger med ett h-index (2021) på 57.

## Utmärkelser
- 2017 - Göran Gustafssonpriset i fysik för "sin innovativa forskning inom kvantoptik och nanofysik som kan leda fram till djupare förståelse av den fundamentala kvantfysiken och viktiga öppningar mot framtida kvantkommunikation."[4]
- 2017 - anslag från Knut och Alice Wallenbergs stiftelse om 35 miljoner kronor, för studier av kvantsensorer.[7]